# Françoise Gatel
Pour les articles homonymes, voir Gatel.
Françoise Gatel, née le 14 mars 1953 à Rochefort-en-Terre (Morbihan), est une femme politique française. Membre de l’Union des démocrates et indépendants (UDI), elle est sénatrice d’Ille-et-Vilaine de 2014 à 2024.
Depuis le 21 septembre 2024, Françoise Gatel est ministre déléguée chargée de la Ruralité, d'abord dans le gouvernement Michel Barnier puis dans le gouvernement François Bayrou.

## Biographie

### Carrière professionnelle
Titulaire d'une licence d'anglais et d'un DESS d'administration et gestion des entreprises, Françoise Gatel rejoint la Chambre de commerce et d'industrie de Rennes en 1976 comme chargée de mission et y effectue l'ensemble de sa carrière professionnelle.

### Parcours politique
Françoise Gatel devient maire de Châteaugiron à l’issue des élections municipales de 2001. Elle est successivement réélue en 2008 et 2014. Elle est parallèlement présidente de la communauté de communes du Pays de Châteaugiron.
Élue par ses pairs présidente de l'Association des maires d'Ille-et-Vilaine (AMF 35), elle est reconduite après les élections municipales de 2014. La même année, elle est élue présidente de l'association des Petites Cités de caractère de France, qui a pour vocation de sauvegarder le patrimoine comme levier de développement des territoires. Elle était depuis 2008 vice-présidente des Petites Cités de caractère de Bretagne.
Sa deuxième position sur la liste d'union UMP-UDI aux élections sénatoriales de 2014 en Ille-et-Vilaine lui permet d'être élue sénatrice le 28 septembre 2014. Au Sénat, elle est membre de la commission des Affaires sociales et de la délégation sénatoriale aux collectivités territoriales et à la décentralisation.
Le 27 novembre 2014, lors du 97e congrès des maires et présidents d'intercommunalité, elle est nommée vice-présidente de l'Association des maires de France (AMF).
Elle soutient Alain Juppé pour la primaire présidentielle des Républicains de 2016.
À la suite de la fusion des communes de Châteaugiron, Ossé et Saint-Aubin-du-Pavail, Françoise Gatel est élue maire de la commune nouvelle de Châteaugiron le 10 janvier 2017. Pour respecter la législation sur le cumul des mandats, elle démissionne de son mandat de maire, de la présidence de la communauté de communes du Pays de Châteaugiron ainsi que de ses mandats à l'AMF au mois de septembre suivant. En octobre 2017, elle est élue secrétaire du Sénat et rejoint la commission des Lois.
En 2018, elle fait voter une loi visant à renforcer le contrôle des écoles privées hors contrat, intégrée au plan « Prévenir pour protéger » contre la radicalisation.
En 2019, elle devient présidente de la fédération UDI d'Ille-et-Vilaine. Elle est également vice-présidente de l'UDI et secrétaire nationale chargée des collectivités territoriales. Elle fait voter au Sénat une loi visant à adapter l’organisation des communes nouvelles à la diversité des territoires, dite « loi Gatel ».
Elle est candidate à sa succession aux élections sénatoriales de 2020 en Ille-et-Vilaine,. La liste qu'elle conduit arrive en première position avec 42,3 % des voix et obtient deux des quatre sièges à pourvoir dans le département, lui permettant d'être réélue avec Dominique de Legge,. Dans la foulée, elle est élue présidente de la délégation sénatoriale aux collectivités territoriales et à la décentralisation.
Le 21 septembre 2024, elle est nommée ministre déléguée chargée de la Ruralité, du Commerce et de l’Artisanat dans le gouvernement Michel Barnier. Trois mois plus tard, elle est reconduite comme ministre déléguée chargée de la Ruralité mais perd les portefeuilles du Commerce et de l’Artisanat dans le gouvernement François Bayrou.

## Détail des mandats et fonctions

### Au gouvernement
- 21 septembre 2024 – 23 décembre 2024 : ministre déléguée chargée de la Ruralité, du Commerce et de l’Artisanat.
- Depuis le 23 décembre 2024 : ministre déléguée chargée de la Ruralité.

### Au Sénat
- 1er octobre 2014 – 21 octobre 2024 : sénatrice d’Ille-et-Vilaine.
- 4 octobre 2017 – 30 septembre 2020 : secrétaire du Sénat.
- 22 octobre 2020 – 21 octobre 2024 : présidente de la délégation sénatoriale aux collectivités territoriales et à la décentralisation.

### Au niveau local
- Depuis le 11 mars 2001 : conseillère municipale de Châteaugiron.
- 18 mars 2001 – 10 janvier 2017 : maire de Châteaugiron.
- 10 janvier – 22 septembre 2017 : maire de Châteaugiron (commune nouvelle).

## Distinctions
Le 31 décembre 2008, Françoise Gatel est nommée au grade de chevalier dans l'ordre national de la Légion d'honneur au titre de « maire de Châteaugiron (Ille-et-Vilaine) ; 33 ans d'activités professionnelles et de fonctions électives ».

## Pour approfondir